# Chrusty (powiat chełmiński)
Chrusty – wieś w Polsce położona w województwie kujawsko-pomorskim, w powiecie chełmińskim, w gminie Lisewo.

## Podział administracyjny
W latach 1975–1998 miejscowość należała administracyjnie do województwa toruńskiego.

## Demografia
Według Narodowego Spisu Powszechnego wieś liczyła 93 mieszkańców. Jest piętnastą co do wielkości miejscowością gminy Lisewo.